# Кутлумушки мост
Кутлумушкият мост (на гръцки: Γεφύρι στην Ιερά Μονή Κουτλουμουσίου) е каменен мост в Света гора, Гърция.
Мостът е разположен на пътя от Карея към Кутлумуш. Има една арка и състоянието му е много добро.